# Gaudenzio Marconi
Gaudenzio Marconi (1841-1885), fotógrafo italiano activo en Francia. Se le conoce sobre todo por sus desnudos artísticos de personas.
Vendió estudios de figuras fotográficas a los estudiantes de la Escuela de Bellas Artes de París. Artistas y estudiantes consumados a menudo dibujaban la figura a partir de fotografías cuando los modelos vivos no estaban disponibles o resultaban demasiado costosos. Las poses eran generalmente imitaciones de las utilizadas en las esculturas de la antigüedad clásica y el Renacimiento.
Fue autor de fotografías usadas por artistas como Auguste Rodin para sus obras.